# Кулачковський Денис Михайлович
д-р Денис Михайлович Кулачковський (варіанти імені — Дионізій, Діонісій; 9 жовтня 1840, с. Романів поблизу Перемишлян — 29 грудня 1918, м. Львів) — український (руський) правник, громадський діяч.

## Життєпис
Народився 9 жовтня 1840 року в селі Романів (Львівської области, Україна; до липня 2020 — Перемишлянського району).
Син греко-католицького священника о. Михайла Кулачковського та Марії з роду Ґеровських, племінник Якова Геровського, шваґер Костянтина Телішевського. Закінчив правничий факультет Львівського університету. Працював у фінансовій прокураторії Львова, був начальником фінансової прокураторії Кракова. Службову кар'єру завершив у фінансовій прокураторії Львова. Москвофіл, член Народного Дому, Ставропігійського ін-ту, Руської ради. Посол VI скликання до Райхсрату Австро-Угорщини (1879—1885) від 16 округу (Калуш — Войнилів — Долина — Болехів — Рожнятів — Бібрка — Ходорів), входив у Клуб ліберального центру.
Посол до Галицького сейму:
- 4-го скликання 1877[3](1879)—1882 роки, обраний від IV курії округу Жовква — Куликів — Великі Мости; входив до складу «Руського клубу».[3]
- 6-го скликання (1889—1895 роки, від IV курії округу Бібрка; спочатку входив до складу «Руського клубу», з якого вийшов 1892 року, у 1894—1895 роках — член «Клубу староруської партії»[4]).